# Municipio de Custer (condado de Decatur)
El municipio de Custer (en inglés: Custer Township) es un municipio ubicado en el condado de Decatur en el estado estadounidense de Kansas. En el año 2010 tenía una población de 25 habitantes y una densidad poblacional de 0,27 personas por km².

## Geografía
El municipio de Custer se encuentra ubicado en las coordenadas 39°42′18″N 100°28′10″O / 39.70500, -100.46944. Según la Oficina del Censo de los Estados Unidos, el municipio tiene una superficie total de 92.56 km², de la cual 92,53 km² corresponden a tierra firme y (0,04 %) 0,03 km² es agua.

## Demografía
Según el censo de 2010, había 25 personas residiendo en el municipio de Custer. La densidad de población era de 0,27 hab./km². De los 25 habitantes, el municipio de Custer estaba compuesto por el 100 % blancos. Del total de la población el 0 % eran hispanos o latinos de cualquier raza.